# Abra del Infiernillo

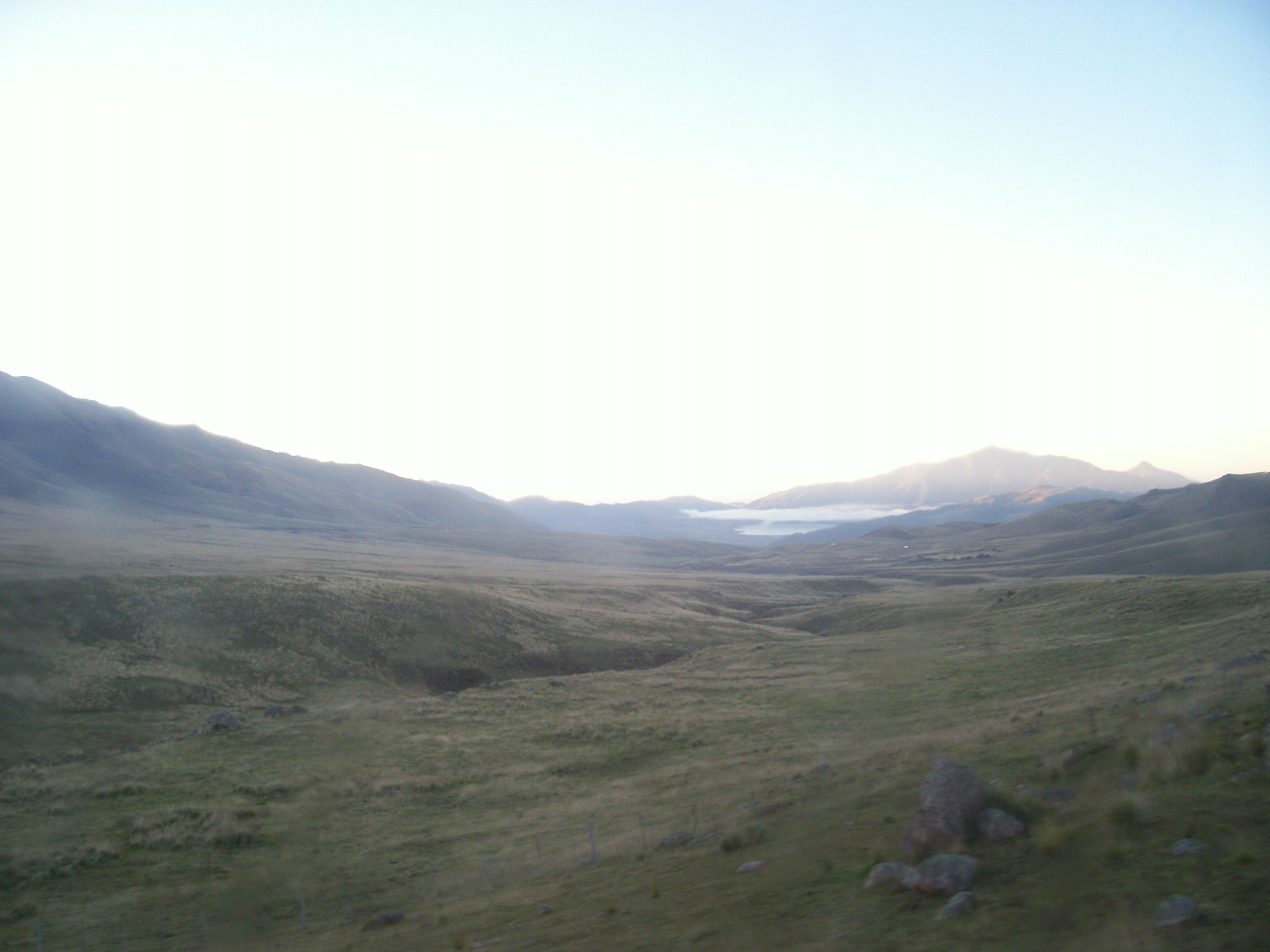
Vista del valle de Tafí desde el Abra del Infiernillo.

El abra de El Infiernillo es un paso montañoso de 3042 m s. n. m. en la provincia de Tucumán que une el valle de Tafí con los Valles Calchaquíes.
El Infiernillo se encuentra en el noroeste de la provincia, sobre la ruta provincial 307, a 22 km al norte de Tafí del Valle y a 34 km al sur de Amaicha del Valle.
Este lugar, es el punto más alto transitable de la provincia de Tucumán, es hogar de unas pocas familias de pastores de llamas y ovejas. También es el refugio de varias especies de animales en peligro de extinción, como el gato andino y la taruca. También, sobre la ladera norte, se pueden encontrar cardones a ambos lados de la ruta.
El paraje cuenta con un mástil donde ondea la Bandera Argentina, un pabellón que es cambiado por la Dirección Provincial de Vialidad, cada 20 de junio por el desgaste que sufre por las inclemencias del tiempo, junto a ella también, flamean las banderas de la provincia de Tucumán y la Wiphala, bandera de Pueblos Originarios.

## Toponimia
El nombre abra (apócope de abertura, con la connotación en este caso de "valle pequeño") es relativamente común en la toponimia traída a Argentina por los marineros españoles (del mismo modo a ciertos faldeos serranos ellos les llamaban "costas"), en cuanto a Infiernillo el topónimo parece derivar de las dificultades que en tiempos pasados se tenía para acceder al lugar.

## Fisiografía
El Abra del Infiernillo no solo se caracteriza por ser el valle de mayor altura existente en la provincia de Tucumán sino por sus características ecológicas y paisajísticas ya que al este el paisaje -correspondiente al Valle de Tafí- se observa generalmente nuboso y el paisaje es, correspondientemente, húmedo y mesotérmico mientras que, cambiado la mirada en un giro de casi en 180° sexagesimales, al oeste, el paisaje de los Valles Calchaquíes se presenta con un cielo casi todo el tiempo azulceleste muy diáfano y las tierras aparecen desérticas con manchones verde-vegetales de oasis.